# Andryala
Andryala es un género de plantas herbáceas de la familia Asteraceae. Comprende unas 110 especies descritas y, de estas, solo 30 aceptadas.

## Descripción
Las plantas del género Andryala se diferencian de otros géneros de Asteraceae porque son plantas que poseen látex y cuyos capítulos sólo poseen flores liguladas. Además, el receptáculo posee escamas largas como pelos y las brácteas involucrales son densamente tomentosas, glandular-blanquecinas en su parte externa.

## Taxonomía
El género fue descrito por Carlos Linneo en sustitución de Eriophoron Vaill., 1721 y publicado en Species Plantarum, vol. 2, p. 808, 1753, y su diagnosis campletada y precisada en Genera Plantarum, n.º 820, p. 351, 1754.El lectotipo, Andryala integrifolia, fue designado por Green, 1929
Etimología
- Andryala: prestado del griego andrýala, una variedad de Chondrilla según las primeras ediciones impresas del De historia plantarum de Teofrasto.[4]

## Especies aceptadas
- Andryala aestivalis Pomel
- Andryala agardhii Haens. ex DC.
- Andryala ampelusia Maire
- Andryala arenaria (Guss. ex DC.) Boiss. & Reut.
- Andryala atlanticola H.Lindb.
- Andryala brievaensis García Adá
- Andryala caballeroi Font Quer
- Andryala cedretorum Maire
- Andryala chevallieri Barratte ex L.Chevall.
- Andryala cossyrensis Guss.
- Andryala crithmifolia Aiton
- Andryala dentata Sibth. & Sm.
- Andryala dichroa Maire
- Andryala faurei Maire
- Andryala floccosa Pomel
- Andryala glandulosa Lam.
- Andryala integrifolia L.
- Andryala laevitomentosa (Nyár. ex Sennikov) P.D.Sell ex Greuter
- Andryala laxiflora DC.
- Andryala maroccana (Caball.) Pau ex Maire
- Andryala nigricans Poir.
- Andryala pinnatifida Aiton
- Andryala ragusina L.
- Andryala robusta Lowe
- Andryala rothia Sm.
- Andryala serotina Porta
- Andryala spartioides Pomel ex Batt. & Trab.
- Andryala tenuifolia (Tineo) DC.
- Andryala tomentosa Delarbre
- Andryala webbii Christ[1]